# Micrepimera punctipennis
Micrepimera punctipennis är en tvåvingeart som beskrevs av Loïc Matile 1990. Micrepimera punctipennis ingår i släktet Micrepimera och familjen platthornsmyggor. Inga underarter finns listade i Catalogue of Life.